# Герб на Пакистан
Гербът на Пакистан е приет през 1954 г. Той е зелен, който заедно с полумесеца и звездата на върха символизират исляма, религията, която мнозинството граждани на Пакистан изповядват.
В центъра на герба е изобразен щит, който символизира селското стопанство, на него са изобразени четирите главни посевни култури в Пакистан: памук, юта, чай и пшеница. Венецът от цветя около щита символизира историята на Пакистан.
Отдолу е изобразен свитък с националния девиз на Пакистан „Вяра, единство, дисциплина“